# Kîcikîri, Radomîșl
Kîcikîri (în ucraineană Кичкирі) este localitatea de reședință a comunei Kîcikîri din raionul Radomîșl, regiunea Jîtomîr, Ucraina.

## Demografie
Componența lingvistică a localității Kîcikîri
     Ucraineană (97,83%)
     Rusă (2,17%)
Conform recensământului din 2001, majoritatea populației localității Kîcikîri era vorbitoare de ucraineană (97,83%), existând în minoritate și vorbitori de rusă (2,17%).